# Final Move
Final Move (no Brasil: Lance Final) é um filme estadunidense de 2006, dirigido por Joey Travolta e estrelado por Matt Schulze e Lochlyn Munro.

## Premissa
Após a execução de um suposto serial killer assassinatos semelhantes voltam a acontecer, uma peça de xadrez é sempre deixada no local do crime. Um ex-detetive com dons paranormais é reintegrado à polícia para solucionar, junto de seu antigo parceiro, estes novos crimes. Entre a culpa, por ter enviado o homem errado à cadeira elétrica e o desafio de encontrar o novo serial killer, os dois entram em um jogo em que cada lance pode ser o final.

## Elenco
- Matt Schulze como Dan Marlowe
- Lochlyn Munro como Det. Krieg
- Daniel Baldwin como Jasper Haig
- David Carradine como Cpt. Baker
- Amanda Detmer como Amy Marlowe
- Rachel Hunter como Iris Quarrie
- Kristin Richardson como Sarah Underhill
- Sarah Ann Schultz como Nicky Z.
- Lyndsay Griffin como Veronica
- Paul Sampson como Eric
- Christina Gabrielle como Clare